# 茨万齐格
茨万齐格（Zwanziger），也译作茨旺齐格、兹万齐格，是德国、奥地利和阿什肯纳兹犹太人的姓氏。部分名人包括：
- 安娜·玛丽亚·茨万齐格（英语：Anna Maria Zwanziger），德国连环杀手
- 丹尼尔·茨万齐格，美国理论物理学家
- 古斯塔夫·阿道夫·茨万齐格，奥地利植物学家
- 罗恩·茨万齐格（英语：Ron Zwanziger），美国企业家
- 特奥·茨万齐格（英语：Theo Zwanziger），德国律师和体育官员

|  | 本页或本分段罗列了姓氏为「茨万齐格」的人物。 如果是一个指代特定个人的内链将您引导到本页，請考慮修正該人物的名字以將链接指向正確的條目。 |